# Somerset County (Maine)
Somerset County ist ein County im Bundesstaat Maine der Vereinigten Staaten. Der Verwaltungssitz (County Seat) ist Skowhegan. Mit Stand von 2020 lebten hier 50.477 Einwohner in 29.785 Haushalten.

## Geographie
Nach Angaben des U.S. Census Bureau hat das County eine Gesamtfläche von 10.607 Quadratkilometern. Davon sind 319 Quadratkilometer, entsprechend 4,12 Prozent, Wasserflächen.

### Angrenzende Countys
| Les Etchemins Montmagny   | Aroostook County |                                     |
| Le Granit Beauce-Sartigan |                  | Piscataquis County Penobscot County |
| Franklin County           | Kennebec County  | Waldo County                        |

## Geschichte
Das Somerset County wurde am 1. März 1809 aus Teilen des Kennebec County gebildet und nach der englischen Grafschaft Somerset benannt.
Eine Stätte des Countys hat aufgrund ihrer geschichtlichen Bedeutung den Status einer National Historic Landmark, der Norridgewock Archeological District. Insgesamt sind 57 Bauwerke und Stätten des Countys im National Register of Historic Places eingetragen (Stand 11. November 2017).

## Verkehr
Ganz im Süden wird das County vom Interstate 95 tangiert. Wichtigste Nord-Süd-Verbindung ist der U.S. Highway 201, der im Norden den Grenzübergang Armstrong-Jackman Border Crossing zu Kanada hat. Im Süden des Countys verläuft der U.S. Highway 2, der den anderen Highway in der Kreisstadt Skowhegan kreuzt.

## Demografische Daten

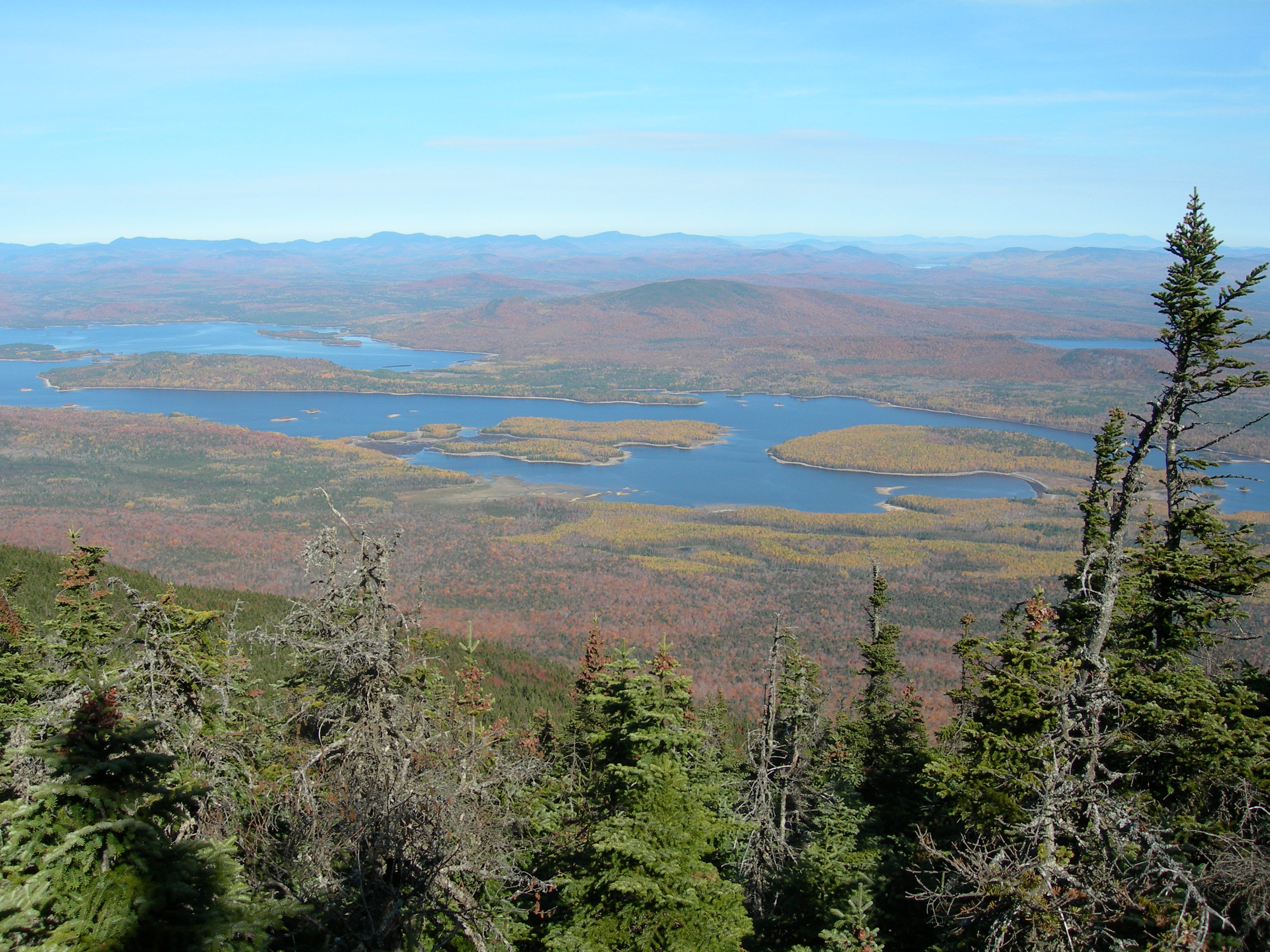
Der Flagstaff Lake

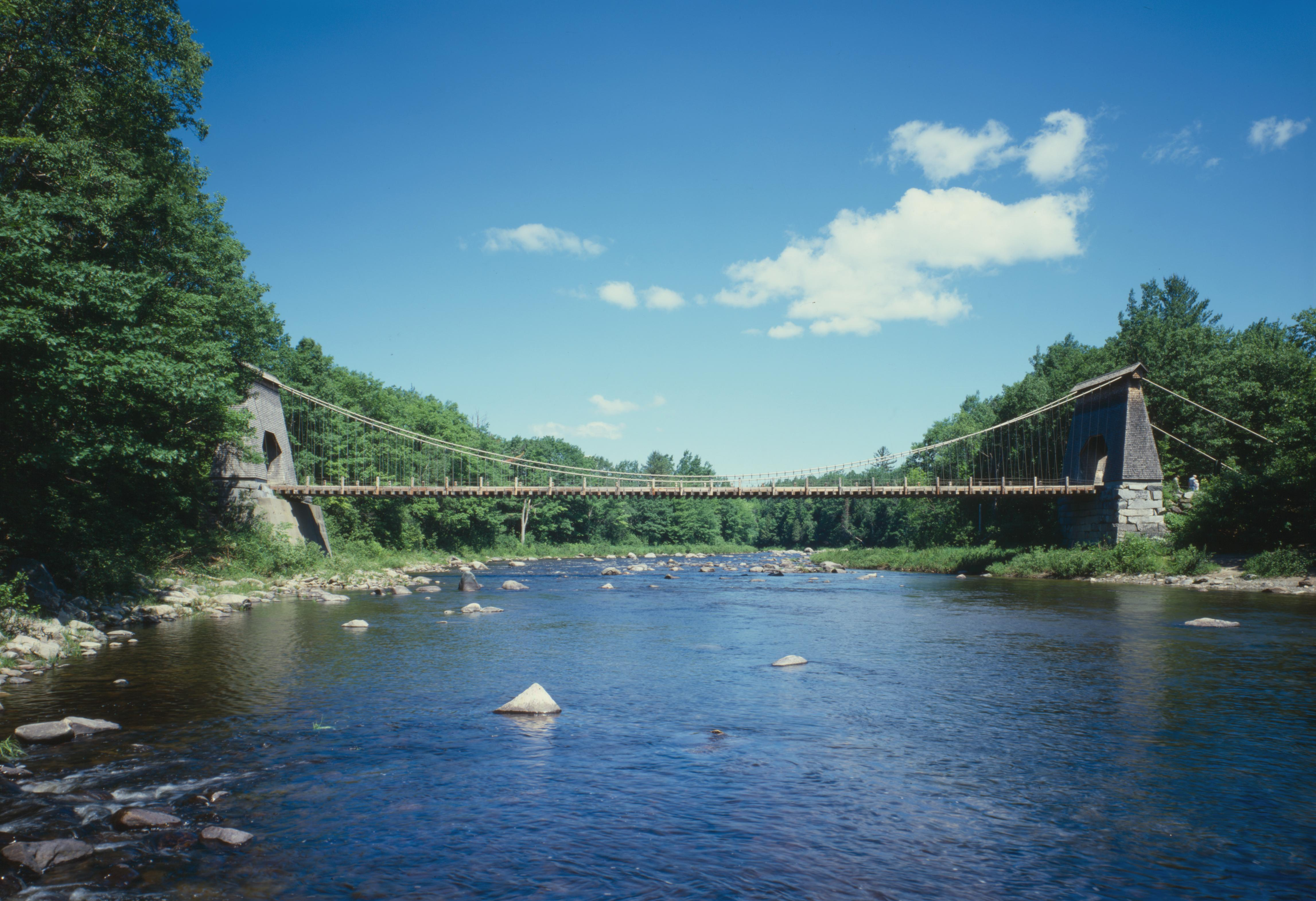
Die New Portland Wire Bridge, gelistet im NRHP mit der Nr. 70000065

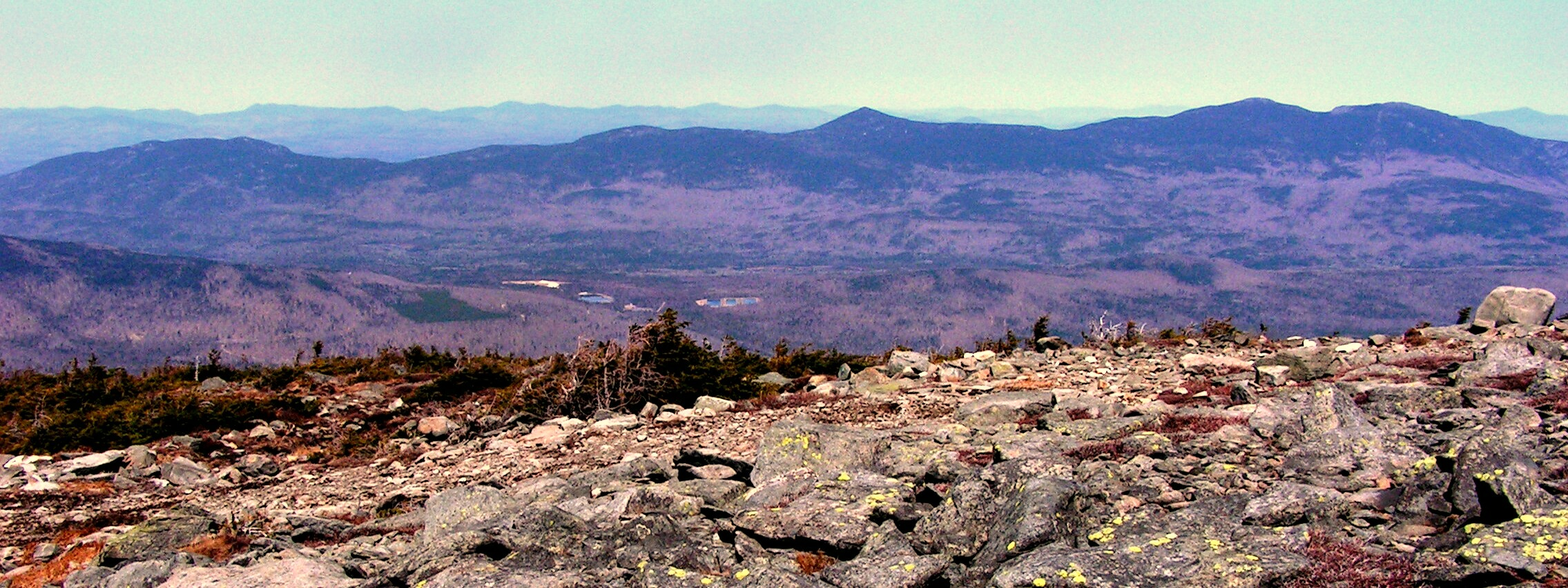
Blick vom Sugarloaf Mountain im Carrabassett Valley

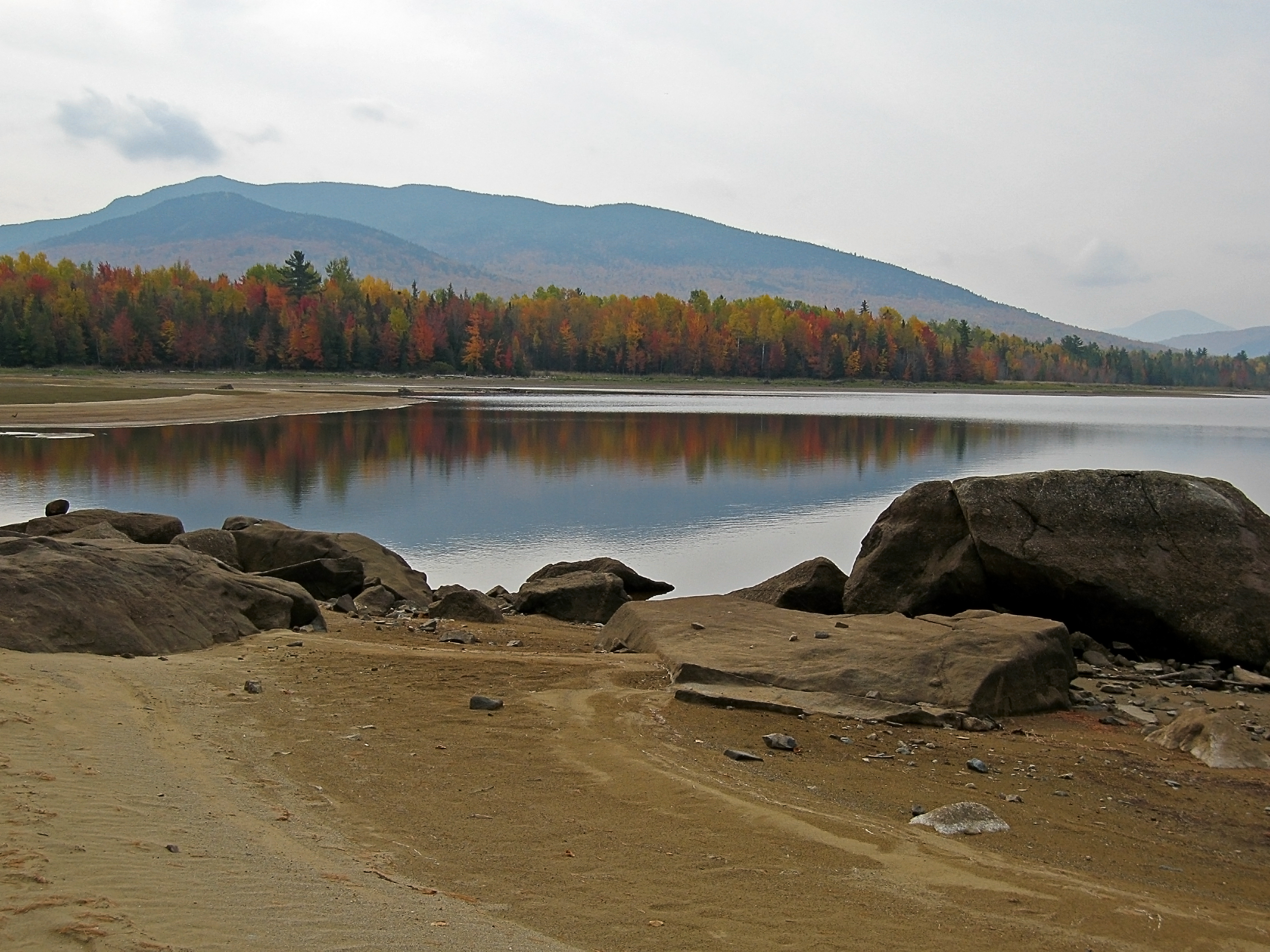
Der Bigelow Mountain

Nach der Volkszählung im Jahr 2000 lebten im County 50.888 Menschen. Es gab 20.496 Haushalte und 14.121 Familien. Die Bevölkerungsdichte betrug 5 Einwohner pro Quadratkilometer. Ethnisch betrachtet setzte sich die Bevölkerung zusammen aus 98,00 % Weißen, 0,24 % Afroamerikanern, 0,41 % amerikanischen Ureinwohnern, 0,34 % Asiaten, 0,02 % Bewohnern aus dem pazifischen Inselraum und 0,11 % aus anderen ethnischen Gruppen; 0,89 % stammten von zwei oder mehr ethnischen Gruppen ab. 0,46 % der Bevölkerung waren spanischer oder lateinamerikanischer Abstammung.
Von den 20.496 Haushalten hatten 31,60 % Kinder und Jugendliche unter 18 Jahre, die bei ihnen lebten. 54,20 % waren verheiratete, zusammenlebende Paare, 10,10 % waren allein erziehende Mütter. 31,10 % waren keine Familien. 24,60 % waren Singlehaushalte und in 10,20 % lebten Menschen im Alter von 65 Jahren oder darüber. Die Durchschnittshaushaltsgröße betrug 2,44 und die durchschnittliche Familiengröße lag bei 2,87 Personen.
Auf das gesamte County bezogen setzte sich die Bevölkerung zusammen aus 24,70 % Einwohnern unter 18 Jahren, 7,00 % zwischen 18 und 24 Jahren, 28,70 % zwischen 25 und 44 Jahren, 25,30 % zwischen 45 und 64 Jahren und 14,30 % waren 65 Jahre alt oder darüber. Das Durchschnittsalter betrug 39 Jahre. Auf 100 weibliche Personen kamen 96,00 männliche Personen, auf 100 Frauen im Alter ab 18 Jahren kamen statistisch 93,30 Männer.

Das jährliche Durchschnittseinkommen eines Haushalts betrug 30.731 USD, das Durchschnittseinkommen der Familien betrug 36.464 USD. Männer hatten ein Durchschnittseinkommen von 29.032 USD, Frauen 20.745 USD. Das Prokopfeinkommen betrug 15.474 USD. 14,90 % der Bevölkerung und 11,10 % der Familien lebten unterhalb der Armutsgrenze. 19,40 % davon waren unter 18 Jahre und 12,50 % waren 65 Jahre oder älter.

## Städte und Gemeinden
Somerset County ist unterteilt in 33 Verwaltungseinheiten; Es gibt im Somerset County keine Citys, 27 sind als Towns und 6 sind als Plantation organisiert. Weiter gibt es 4 Unorganized Territorys, 3 Villages ohne eigenständige Rechte, die Teil einer Town sind, sowie die heute unbewohnte, ehemalige Town Flagstaff.
| Ortschaft                 | Status     | Einwohner (2020) | Gesamte Fläche [km²] | Landfläche [km²] | Bevölkerungsdichte [Einwohner / km²] | Gründung          | Besonderheit                                                       |
| ------------------------- | ---------- | ---------------- | -------------------- | ---------------- | ------------------------------------ | ----------------- | ------------------------------------------------------------------ |
| Anson                     | Town       | 2.291            | 110,2                | 109,6            | 20,8                                 | 1. März 1798      |                                                                    |
| Athens                    | Town       | 952              | 113,0                | 112,9            | 8,4                                  | 7. März 1804      |                                                                    |
| Bingham                   | Town       | 866              | 91,5                 | 90,4             | 9,5                                  | 6. Februar 1812   |                                                                    |
| Brighton Plantation       | Plantation | 62               | 104                  | 102              | 0,6                                  | 11. Mai 1816      | Im Jahr 1895 wurde die Town Brighton Re-Organisiert als Plantation |
| Cambridge                 | Town       | 443              | 50,2                 | 50,0             | 8,8                                  | 8. Februar 1834   |                                                                    |
| Canaan                    | Town       | 2.193            | 109,1                | 106,6            | 20,1                                 | 18. Juni 1788     |                                                                    |
| Caratunk                  | Town       | 81               | 143,2                | 135,5            | 0,6                                  | 10. Oktober 1977  |                                                                    |
| Cornville                 | Town       | 1.317            | 106,0                | 105,5            | 12,4                                 | 24. Februar 1798  |                                                                    |
| Dennistown                | Plantation | 61               | 105,o                | 100,0            | 0,6                                  | 12. April 1873    |                                                                    |
| Detroit                   | Town       | 885              | 52,9                 | 52,5             | 16,7                                 | 19. Februar 1828  |                                                                    |
| Embden                    | Town       | 902              | 112,6                | 102,5            | 8,0                                  | 22. Juni 1804     |                                                                    |
| Fairfield                 | Town       | 6.484            | 141,4                | 139,2            | 45,9                                 | 18. Juni 1788     |                                                                    |
| Harmony                   | Town       | 825              | 104,4                | 100,2            | 7,9                                  | 15. Juni 1803     |                                                                    |
| Hartland                  | Town       | 1.705            | 111,2                | 96,1             | 15,3                                 | 17. Februar 1820  |                                                                    |
| Highland Plantation       | Plantation | 52               | 108,9                | 108,8            | 0,5                                  | 10. Februar 1886  |                                                                    |
| Jackman                   | Town       | 782              | 109,9                | 106,9            | 7,1                                  | 5. März 1895      |                                                                    |
| Madison                   | Town       | 4.726            | 142,0                | 134,4            | 33,3                                 | 7. März 1804      |                                                                    |
| Mercer                    | Town       | 709              | 70,9                 | 69,2             | 10                                   | 22. Juni 1804     |                                                                    |
| Moose River               | Town       | 188              | 105,0                | 103,8            | 1,8                                  | 7. Oktober 1957   |                                                                    |
| Moscow                    | Town       | 475              | 124,2                | 118,9            | 3,8                                  | 30. Januar 1816   |                                                                    |
| New Portland              | Town       | 765              | 114,6                | 113,7            | 6,7                                  | 9. März 1808      |                                                                    |
| Norridgewock              | Town       | 3.278            | 132,6                | 129,4            | 24,7                                 | 18. Juni 1788     |                                                                    |
| Palmyra                   | Town       | 1.924            | 107,3                | 104,0            | 17,9                                 | 20. Juni 1807     |                                                                    |
| Pittsfield                | Town       | 3.908            | 126,2                | 124,8            | 31,0                                 | 19. Juni 1819     |                                                                    |
| Pleasant Ridge Plantation | Plantation | 85               | 62,4                 | 57,1             | 1,4                                  | 19. Oktober 1840  |                                                                    |
| Ripley                    | Town       | 484              | 64,8                 | 63,7             | 7,5                                  | 11. Dezember 1816 |                                                                    |
| St. Albans                | Town       | 2.045            | 122,0                | 116,0            | 16,8                                 | 14. Juni 1813     |                                                                    |
| Skowhegan                 | Town       | 8.620            | 156,6                | 152,4            | 55,0                                 | 5. Februar 1823   | Shire Town des Countys                                             |
| Smithfield                | Town       | 925              | 64,1                 | 51,5             | 14,4                                 | 29. Februar 1840  |                                                                    |
| Solon                     | Town       | 978              | 105,5                | 102,7            | 9,3                                  | 23. Februar 1809  |                                                                    |
| Starks                    | Town       | 593              | 83,2                 | 81,8             | 7,1                                  | 28. Februar 1795  |                                                                    |
| The Forks                 | Plantation | 48               | 107,4                | 102,6            | 0,4                                  | 2. November 1840  |                                                                    |
| West Forks                | Plantation | 58               | 99,8                 | 99,7             | 0,6                                  | 31. März 1893     |                                                                    |

Villages
- Flagstaff
- North Anson
- Rockwood
- Shawmut

Census-designated placees
| - Anson (CDP) (680) - Bingham (CDP) (716) - Fairfield (CDP) (2.616) | - Hartland (CDP) (756) - Madison (CDP) (2.533) - Norridgewock (CDP) (1.351) | - Pittsfield (CDP) (2.822) - Skowhegan (CDP) (6.404) |

Unorganized Territory
- Central Somerset (336)
- Northeast Somerset (367)
- Northwest Somerset (41)
- Seboomook Lake (23)